# Diócesis de Primavera do Leste-Paranatinga
La diócesis de Primavera do Leste-Paranatinga (en latín: Orientalis Veris-Paranatinguen(sis) y en portugués: Diocese de Primavera do Leste-Paranatinga) es una circunscripción eclesiástica latina de la Iglesia católica en Brasil, sufragánea de la arquidiócesis de Cuiabá. La diócesis tiene al obispo Derek John Christopher Byrne, S.P.S. como su ordinario desde el 25 de junio de 2014. 

## Territorio y organización
La diócesis tiene 89 636 km² y extiende su jurisdicción sobre los fieles católicos de rito latino residentes en 11 municipios del estado de Mato Grosso: Campinápolis, Campo Verde, Chapada dos Guimarães, Gaúcha do Norte, Nova Brasilândia, Novo São Joaquim, Paranatinga, Planalto da Serra, Poxoréu, Primavera do Leste y Santo Antônio do Leste.
La sede de la diócesis se encuentra en la ciudad de Primavera do Leste, en donde se halla la Catedral de San Cristóbal. En Paranatinga se encuentra la Concatedral de San Francisco Javier.
En 2019 en la diócesis existían 19 parroquias.

## Historia
La prelatura territorial de Paranatinga fue erigida el 23 de diciembre de 1997 con la bula Ecclesia sancta del papa Juan Pablo II, obteniendo el territorio de las diócesis de Barra do Garças, de Rondonópolis (hoy diócesis de Rondonópolis-Guiratinga) y de Sinop.
El 25 de junio de 2014 el papa Francisco con la bula Ad totius dominici elevó la prelatura territorial al rango de diócesis que, al mismo tiempo que incorporaba parte del territorio de la suprimida diócesis de Guiratinga y de la diócesis de Rondonópolis, tomó su nombre actual.

## Estadísticas
De acuerdo al Anuario Pontificio 2020 la diócesis tenía a fines de 2019 un total de 134 476 fieles bautizados.
| Año                                                                             | Población            | Población | Población      | Sacerdotes | Sacerdotes    | Sacerdotes    | Bautizados por sacerdote | Diáconos permanentes | Religiosos | Religiosos | Parroquias |
| Año                                                                             | Bautizados católicos | Total     | % de católicos | Total      | Clero secular | Clero regular | Bautizados por sacerdote | Diáconos permanentes | Varones    | Mujeres    | Parroquias |
| ------------------------------------------------------------------------------- | -------------------- | --------- | -------------- | ---------- | ------------- | ------------- | ------------------------ | -------------------- | ---------- | ---------- | ---------- |
| 1999                                                                            | 56 500               | 63 873    | 88.5           | 6          | 1             | 5             | 9416                     |                      | 5          | 9          | 5          |
| 2000                                                                            | ?                    | 64 000    | ?              | 6          | 1             | 5             | ?                        |                      | 5          | 8          | 5          |
| 2002                                                                            | 53 200               | 62 180    | 85.6           | 7          | 1             | 6             | 7600                     |                      | 10         | 9          | 6          |
| 2011                                                                            | 54 900               | 72 000    | 76.3           | 12         | 9             | 3             | 4575                     |                      | 3          | 3          | 10         |
| 2014                                                                            | 127 500              | 170 000   | 75.0           | 24         | 15            | 9             | 5312                     |                      | 9          | 22         | 17         |
| 2015                                                                            | 128 600              | 171 000   | 75.2           | 20         | 11            | 9             | 6430                     |                      | 9          | 22         | 17         |
| 2016                                                                            | 130 008              | 186 013   | 69.9           | 31         | 17            | 14            | 4193                     | 2                    | 14         | 3          | 18         |
| 2019                                                                            | 134 476              | 204 609   | 65.7           | 34         | 23            | 11            | 3955                     | 3                    | 17         | 23         | 19         |
| Fuente: Catholic-Hierarchy, que a su vez toma los datos del Anuario Pontificio. |                      |           |                |            |               |               |                          |                      |            |            |            |

## Episcopologio
- Vital Chitolina, S.C.I. (23 de diciembre de 1997-28 de diciembre de 2011 nombrado obispo de Diamantino)
  - Sede vacante (2011-2014)
- Derek John Christopher Byrne, S.P.S., desde el 25 de junio de 2014